# عملية الحارس

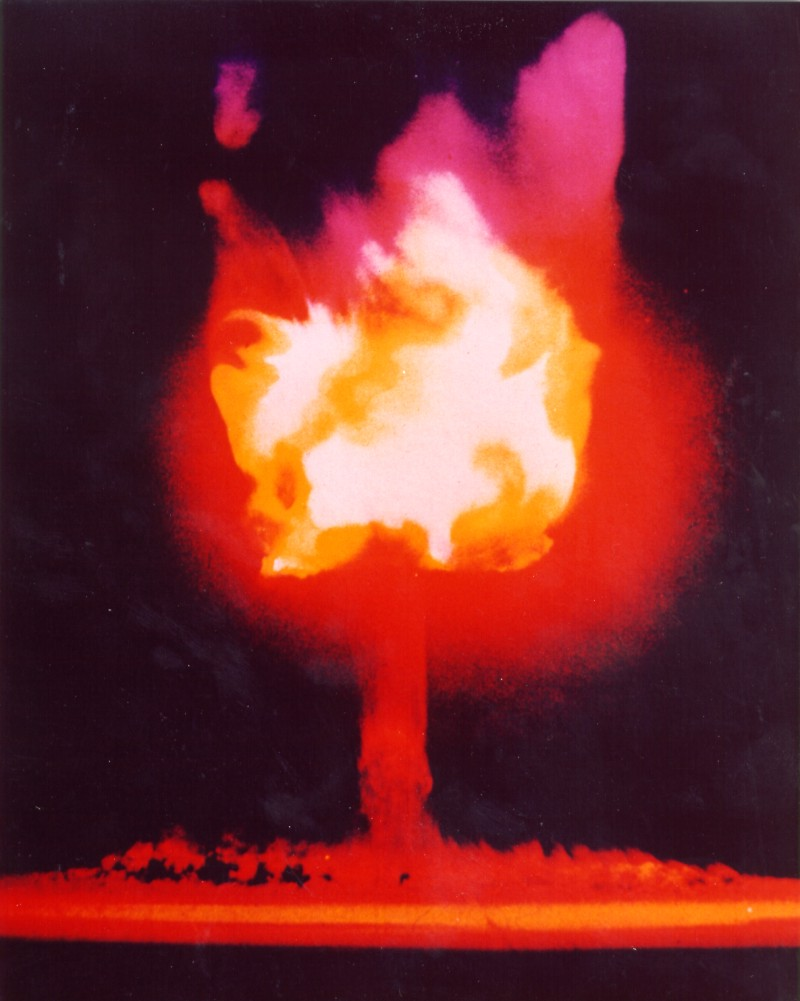
عملية الحارس

عملية الحارس هي رابع سلسلة تجارب نووية أمريكية وقد أجريت في عام 1951 وكانت أول سلسلة يتم تنفيذها في موقع اختبار نيفادا.
أسقطت جميع القنابل من قبل بوينغ بي-50 سوبرفورترس وانفجرت في الهواء الطلق فوق المنطقة 5.
تركزت هذه الاختبارات على الطابع العملي لتطوير الجيل الثاني من الأسلحة النووية باستخدام كميات صغيرة من المواد النووية القيمة وتم التخطيط لها تحت اسم عملية فاوست.
المواقع الدقيقة للاختبارات غير معروفة ومع ذلك تم وضع رقم المخطط عند 36°49′32″N 115°57′54″W / 36.82556°N 115.96500°W للجميع باستثناء طلقة فوكس التي كانت «500 قدم غرب و 300 قدم جنوب» من أجل تقليل الضرر.